# Stade Polonia Bydgoszcz
Le stade Polonia Bydgoszcz (en polonais : Stadion Polonii Bydgoszcz) est un stade polonais multi-usages situé à Bydgoszcz en Pologne.
Il est principalement utilisé pour les courses de speedway et le football, c'est le domicile du Polonia Bydgoszcz.

## Événements
- Speedway World Team Cup, 1995
- Speedway Grand Prix de Pologne, 1998 et depuis 2000

## Galerie

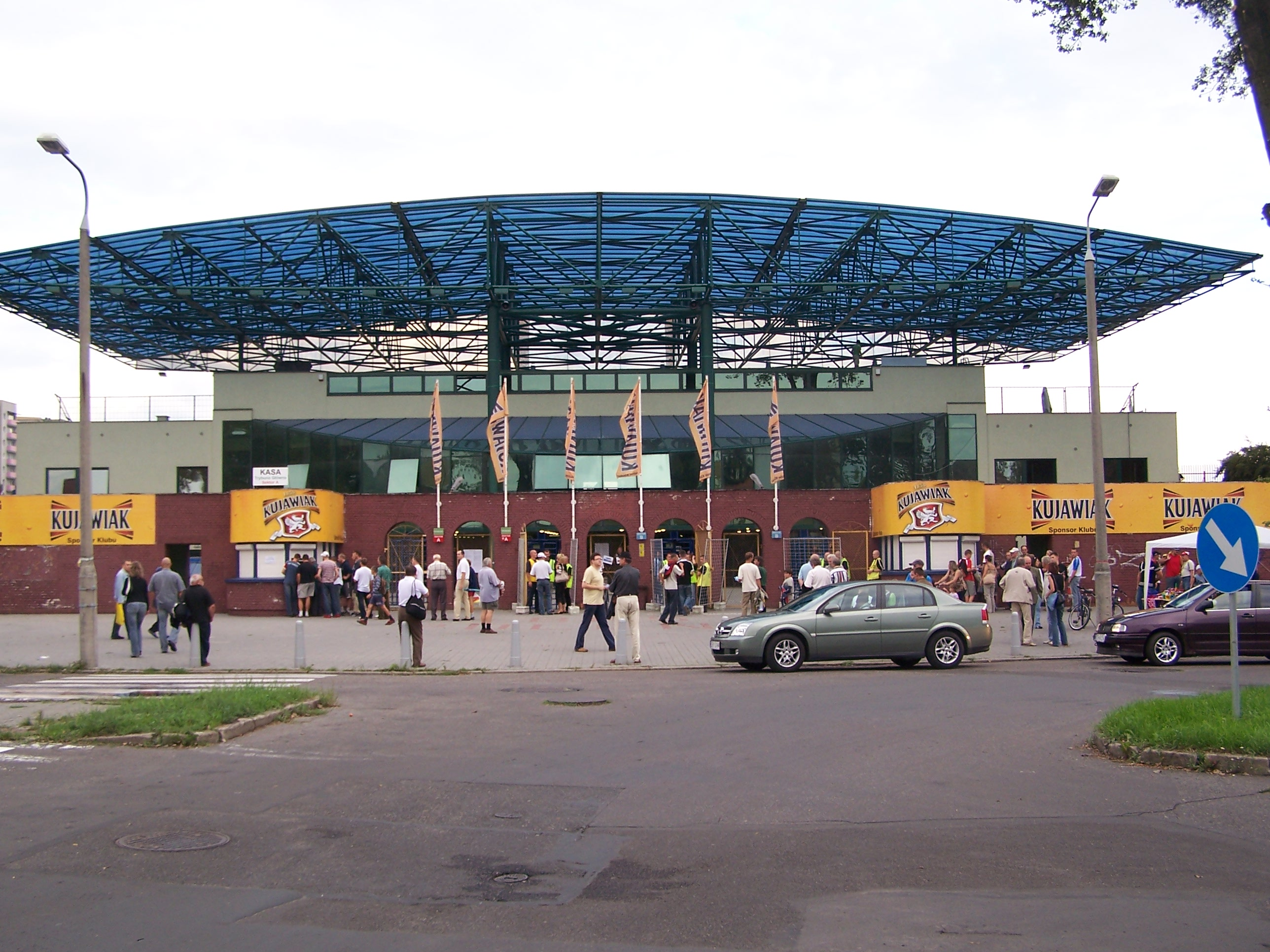
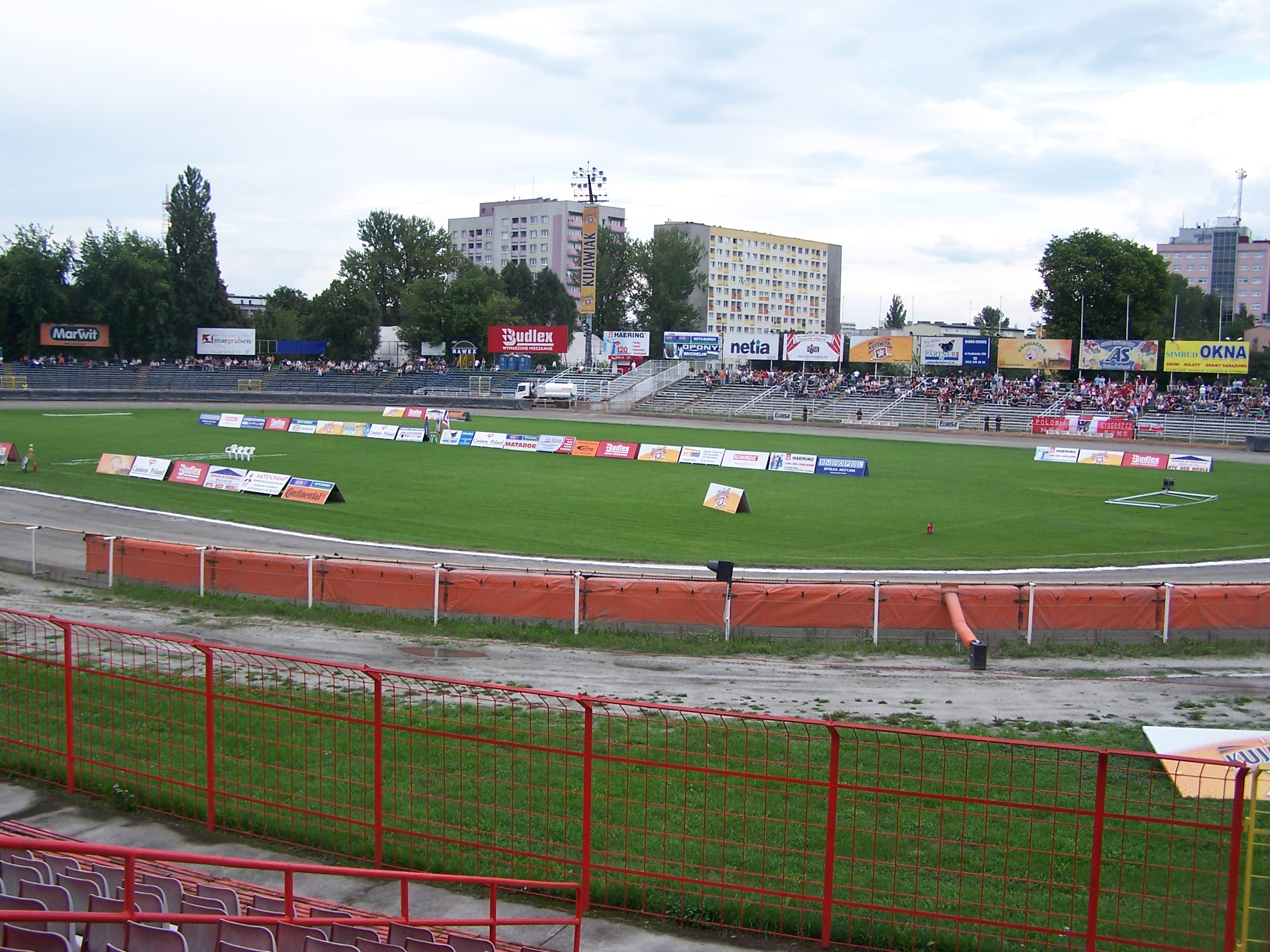
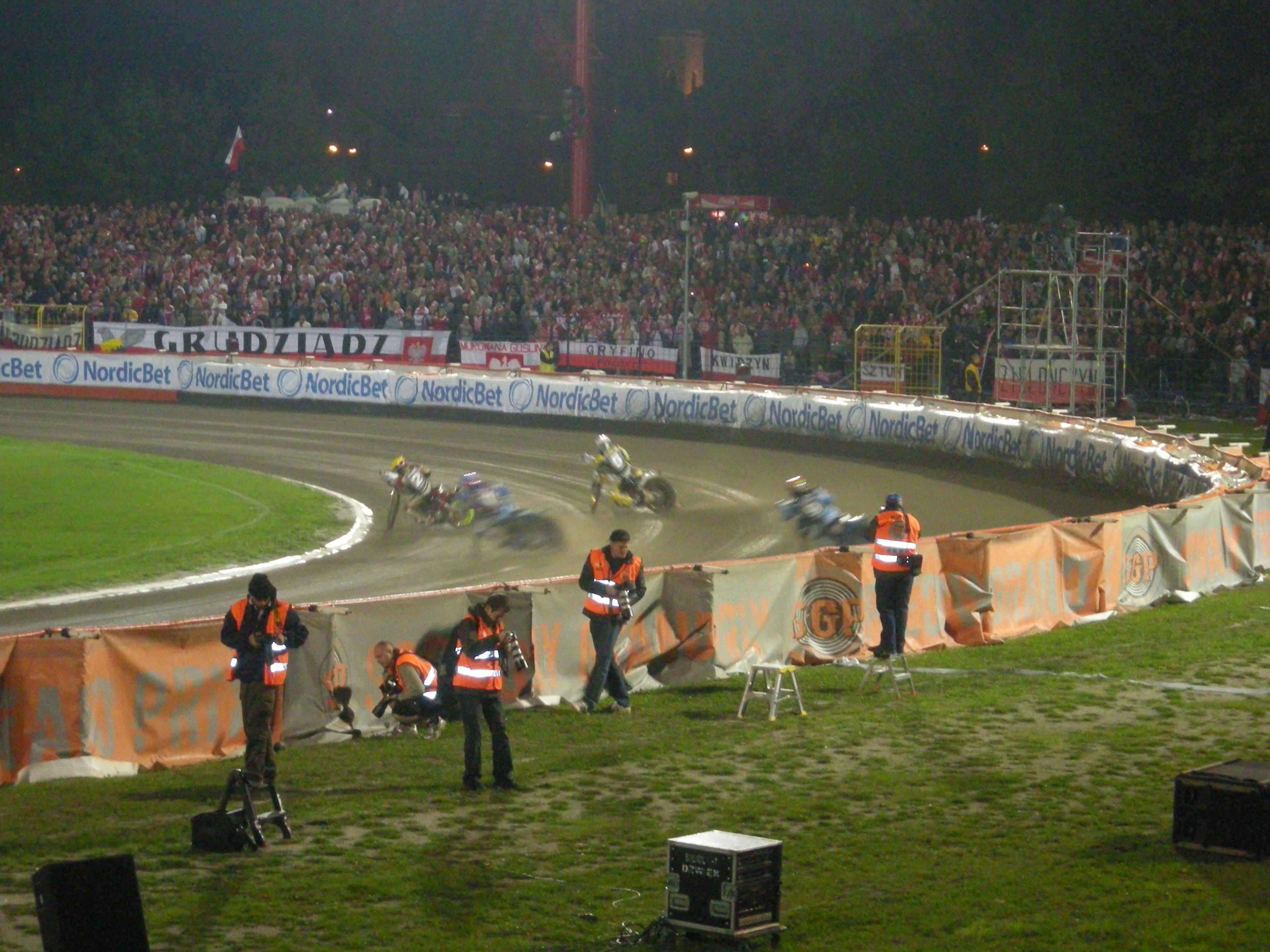